# 小田逸稀
小田 逸稀（おだ いつき、1998年7月16日 - ）は、佐賀県唐津市出身のプロサッカー選手。Jリーグ・アビスパ福岡所属。ポジションはディフェンダー（左右サイドバック）。

## 来歴

### プロ入り前
中学生からサガン鳥栖の下部組織に入団し、高校では東福岡高等学校に進学。2年生になると左サイドバックの主力として全国高校総合体育大会、全国高等学校サッカー選手権大会の2冠に貢献した。2016年9月15日、鹿島アントラーズから内定を発表された。高校最後の高校サッカー選手権では準々決勝で東海大仰星高校に0-1で敗れて引退となった。

### 鹿島アントラーズ
2017年に鹿島アントラーズへ入団。6月22日、天皇杯2回戦のFCマルヤス岡崎戦でプロ入り初出場を飾った。7月12日、天皇杯3回戦のモンテディオ山形戦では80分に途中交代で出場し、左サイドをドリブル突破して上げたクロスが相手選手のオウンゴールに繋がり4点目を演出。5-0の圧勝に貢献した。
2018年3月14日、AFCチャンピオンズリーグ第4節のシドニーFC戦でプロ入り初先発を果たした。4月14日、第8節の名古屋グランパス戦でJ1リーグ初出場を果たした。10月31日、第31節のセレッソ大阪戦でプロ入り初得点を決めた。
2020年からFC町田ゼルビアに期限付き移籍で加入した。この年は自己最多の38試合に出場し、3ゴールを記録した。
2020年12月28日、ジェフユナイテッド市原・千葉に期限付き移籍で加入。
2021年12月17日、鹿島アントラーズに復帰することが発表された。

### アビスパ福岡
2023年1月26日、アビスパ福岡に完全移籍で加入。

## 所属クラブ
- サガン鳥栖U-15唐津
- 東福岡高等学校
- 2017年 - 2022年  鹿島アントラーズ
  - 2020年  FC町田ゼルビア（期限付き移籍）
  - 2021年  ジェフユナイテッド市原・千葉（期限付き移籍）
- 2023年 -  アビスパ福岡

## 個人成績
| 国内大会個人成績 | 国内大会個人成績 | 国内大会個人成績 | 国内大会個人成績 | 国内大会個人成績 | 国内大会個人成績 | 国内大会個人成績 | 国内大会個人成績 | 国内大会個人成績 | 国内大会個人成績 | 国内大会個人成績 | 国内大会個人成績 |
| 年度             | クラブ           | 背番号           | リーグ           | リーグ戦         | リーグ戦         | リーグ杯         | リーグ杯         | オープン杯       | オープン杯       | 期間通算         | 期間通算         |
| 年度             | クラブ           | 背番号           | リーグ           | 出場             | 得点             | 出場             | 得点             | 出場             | 得点             | 出場             | 得点             |
| 日本             | 日本             | 日本             | 日本             | リーグ戦         | リーグ戦         | リーグ杯         | リーグ杯         | 天皇杯           | 天皇杯           | 期間通算         | 期間通算         |
| ---------------- | ---------------- | ---------------- | ---------------- | ---------------- | ---------------- | ---------------- | ---------------- | ---------------- | ---------------- | ---------------- | ---------------- |
| 2017             | 鹿島             | 23               | J1               | 0                | 0                | 0                | 0                | 2                | 0                | 2                | 0                |
| 2018             | 鹿島             | 23               | J1               | 6                | 1                | 0                | 0                | 0                | 0                | 6                | 1                |
| 2019             | 鹿島             | 23               | J1               | 2                | 0                | 0                | 0                | 3                | 1                | 5                | 1                |
| 2020             | 町田             | 22               | J2               | 38               | 3                | -                | -                | -                | -                | 38               | 3                |
| 2021             | 千葉             | 22               | J2               | 24               | 2                | -                | -                | 0                | 0                | 24               | 2                |
| 2022             | 鹿島             | 16               | J1               | 2                | 0                | 3                | 0                | 3                | 0                | 8                | 0                |
| 2023             | 福岡             | 16               | J1               | 30               | 2                | 7                | 2                | 4                | 0                | 41               | 6                |
| 2024             | 福岡             | 16               | J1               | 28               | 2                | 1                | 0                | 1                | 0                | 30               | 2                |
| 2025             | 福岡             | 16               | J1               |                  |                  |                  |                  |                  |                  |                  |                  |
| 通算             | 日本             | 日本             | J1               | 68               | 5                | 11               | 2                | 13               | 1                | 92               | 8                |
| 通算             | 日本             | 日本             | J2               | 62               | 5                | -                | -                | 0                | 0                | 62               | 5                |
| 総通算           | 総通算           | 総通算           | 総通算           | 130              | 10               | 11               | 2                | 13               | 1                | 154              | 13               |

| 国際大会個人成績 | 国際大会個人成績 | 国際大会個人成績 | 国際大会個人成績 | 国際大会個人成績 | FIFA      | FIFA      |
| 年度             | クラブ           | 背番号           | 出場             | 得点             | 出場      | 得点      |
| AFC              | AFC              | AFC              | ACL              | ACL              | クラブW杯 | クラブW杯 |
| ---------------- | ---------------- | ---------------- | ---------------- | ---------------- | --------- | --------- |
| 2017             | 鹿島             | 23               | 0                | 0                | -         | -         |
| 2018             | 鹿島             | 23               | 1                | 0                | 0         | 0         |
| 2019             | 鹿島             | 23               | 3                | 0                | -         | -         |
| 通算             | AFC              | AFC              | 4                | 0                | 0         | 0         |

出場歴
- 公式戦初出場 - 2017年6月21日 天皇杯2回戦 vsFCマルヤス岡崎戦（茨城県立カシマサッカースタジアム）
- Jリーグ初出場 - 2018年4月14日 J1第8節 vs名古屋グランパス戦（茨城県立カシマサッカースタジアム）
- Jリーグ初得点 - 2018年10月31日 J1第31節 vsセレッソ大阪戦（茨城県立カシマサッカースタジアム）

## タイトル

### チーム
東福岡高等学校
- 全国高校総合体育大会（2015年）
- 全国高等学校サッカー選手権大会（2015年）

鹿島アントラーズ
- FUJI XEROX SUPER CUP：1回（2017年）
- AFCチャンピオンズリーグ：1回（2018年）

アビスパ福岡
- Jリーグカップ：1回（2023年）

### 個人
- 全国高等学校サッカー選手権大会・優秀選手（2016年）